# Hyles
Hyles is een geslacht van vlinders uit de onderfamilie Macroglossinae van de familie pijlstaarten (Sphingidae).

## Soorten
- Hyles annei (Guerin-Meneville, 1839)
- Hyles apocyni (Shchetkin, 1956)
- Hyles biguttata (Walker, 1856)
- Hyles calida (Butler, 1856)
- Hyles calverleyi Grote, 1865
- Hyles centralasiae (Staudinger, 1887)
- Hyles chamyla (Denso, 1913)
- Hyles chuvilini Eitschberger, Danner & Surholt 1998
- Hyles costata (von Nordmann, 1851)
- Hyles cretica Eitschberger, Danner & Surholt 1998
- Hyles dahlii (Geyer, 1828)
- Hyles euphorbiae (Linnaeus, 1758) - Wolfsmelkpijlstaart
- Hyles euphorbiarum (Guerin-Meneville & Percheron, 1835)
- Hyles gallii (Rottemburg, 1775) - Walstropijlstaart
- Hyles hippophaes (Esper, 1789)
- Hyles lineata (Fabricius, 1775)
- Hyles livornica (Esper, 1780) - Gestreepte pijlstaart
- Hyles livornicoides (Lucas, 1892)
- Hyles nervosa Rothschild & Jordan, 1903
- Hyles nicaea (von Prunner, 1798)
- Hyles perkinsi (Swezey, 1920)
- Hyles robertsi (Butler, 1880)
- Hyles salangensis (Ebert, 1969)
- Hyles sammuti Eitschberger, Danner & Surholt 1998
- Hyles siehei (Pungeler, 1903)
- Hyles stroehlei Eitschberger, Danner & Surholt 1998
- Hyles tithymali (Boisduval, 1834)
- Hyles vespertilio (Esper, 1780)
- Hyles wilsoni (Rothschild, 1894)
- Hyles zygophylli (Ochsenheimer, 1808)

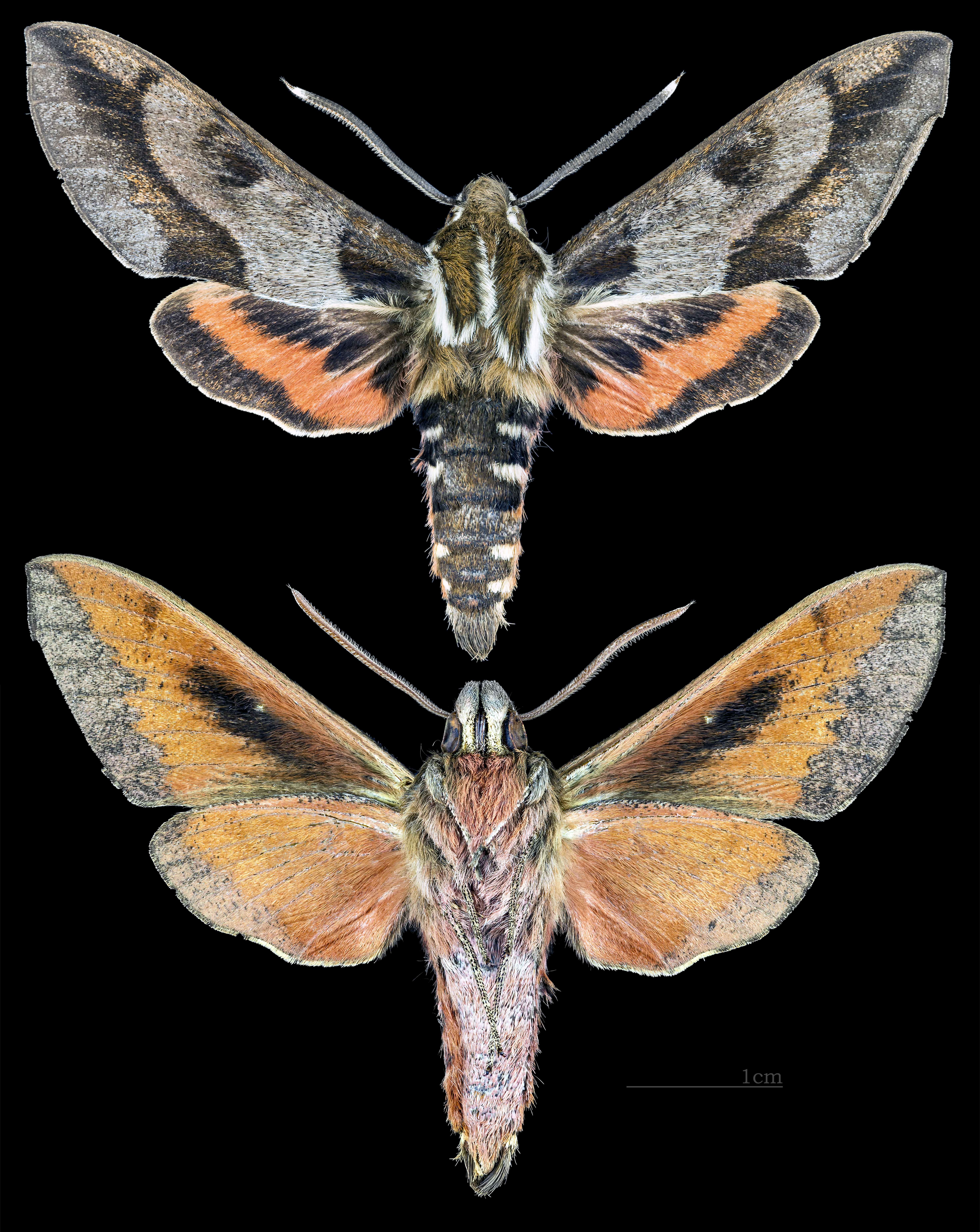
Hyles calida
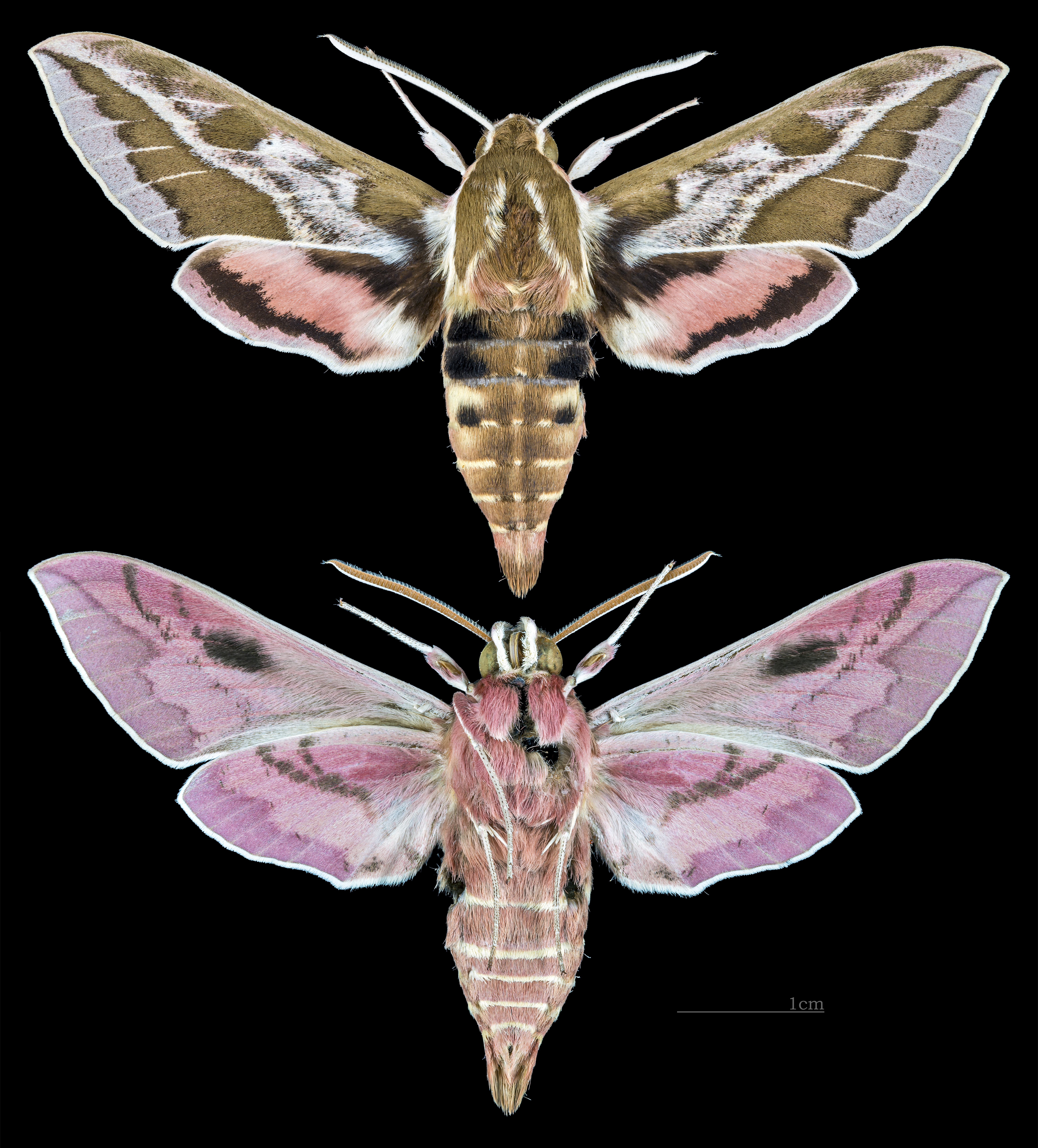
Hyles dahlii
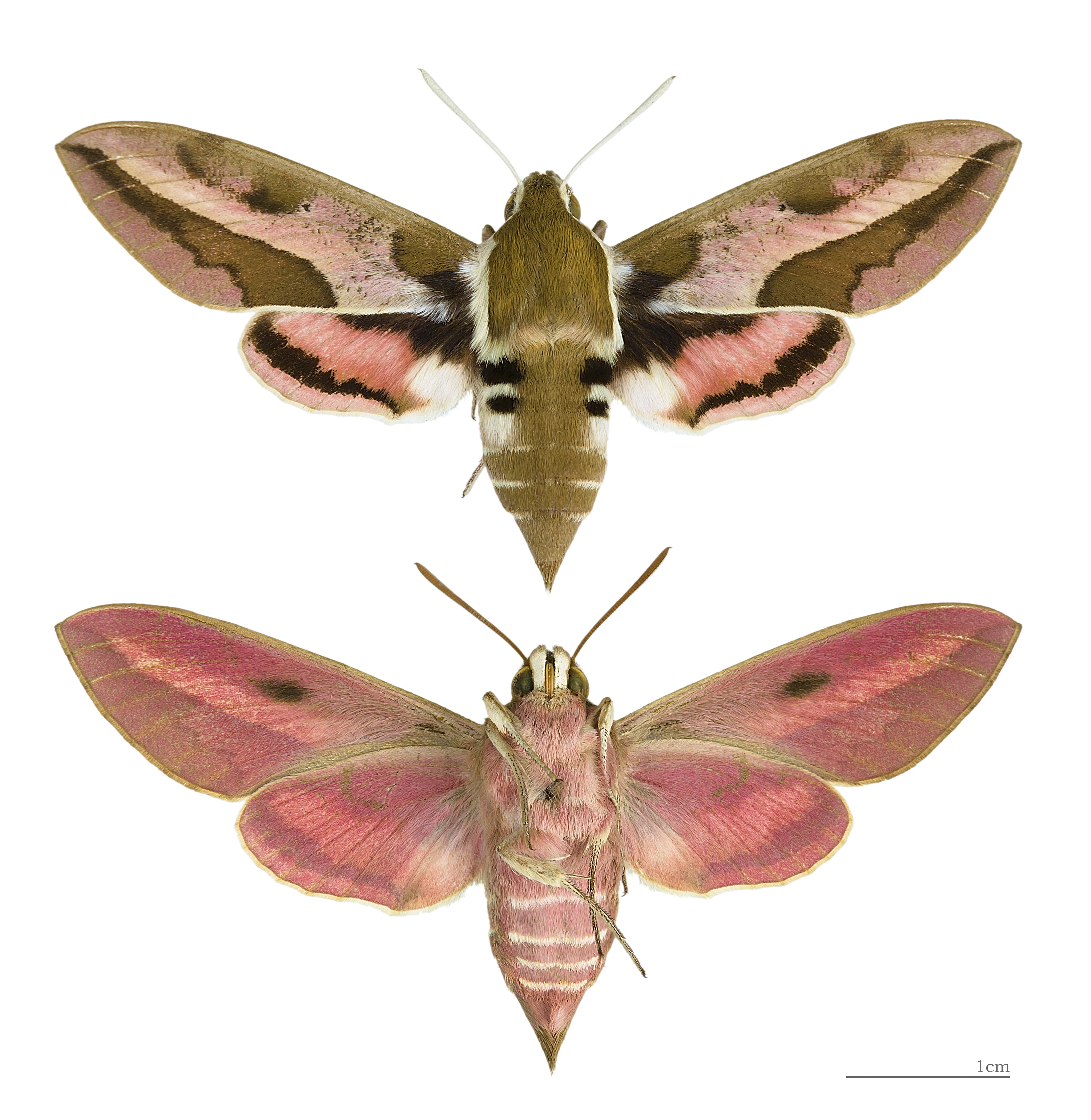
Hyles euphorbiae
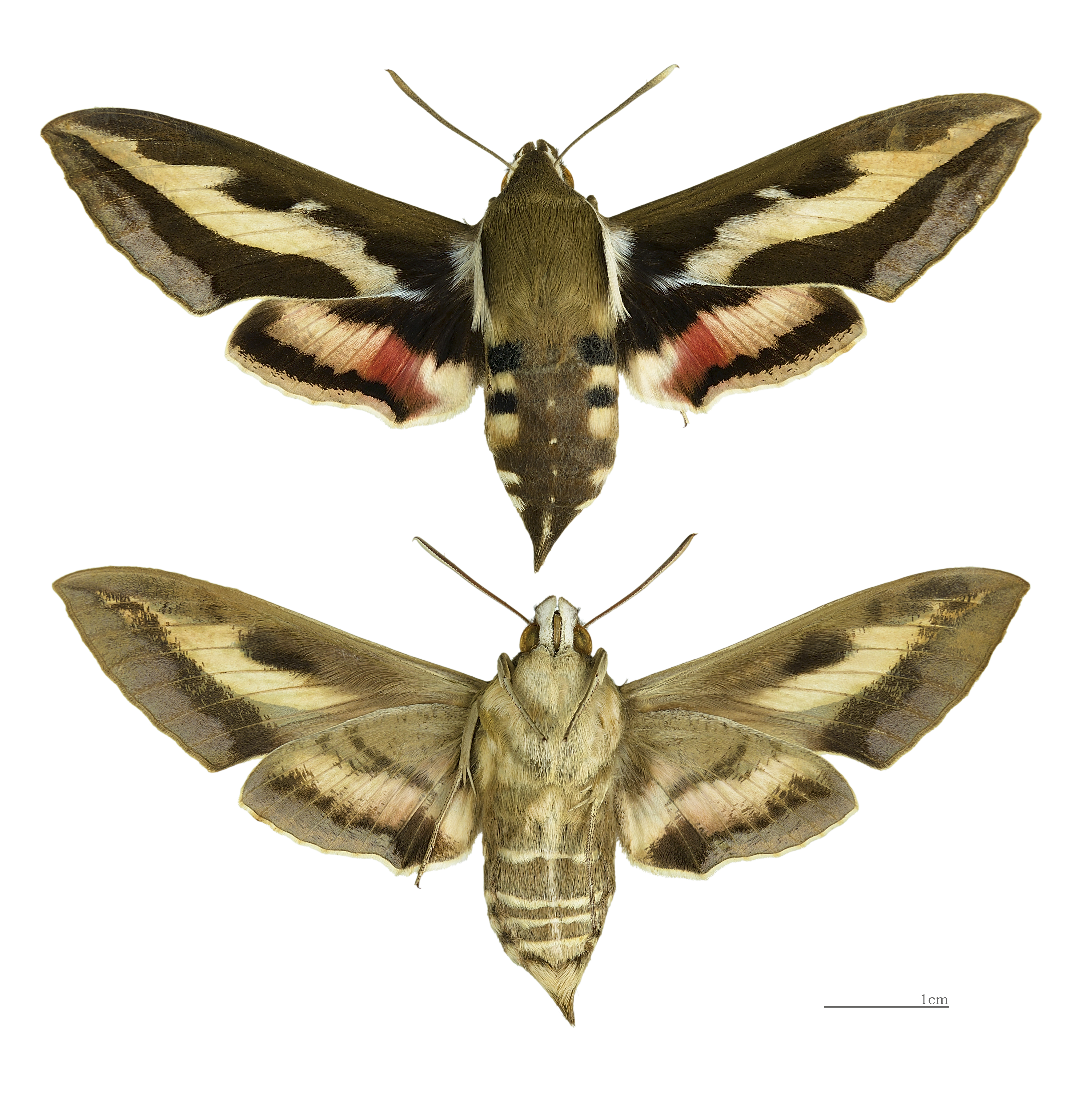
Hyles gallii
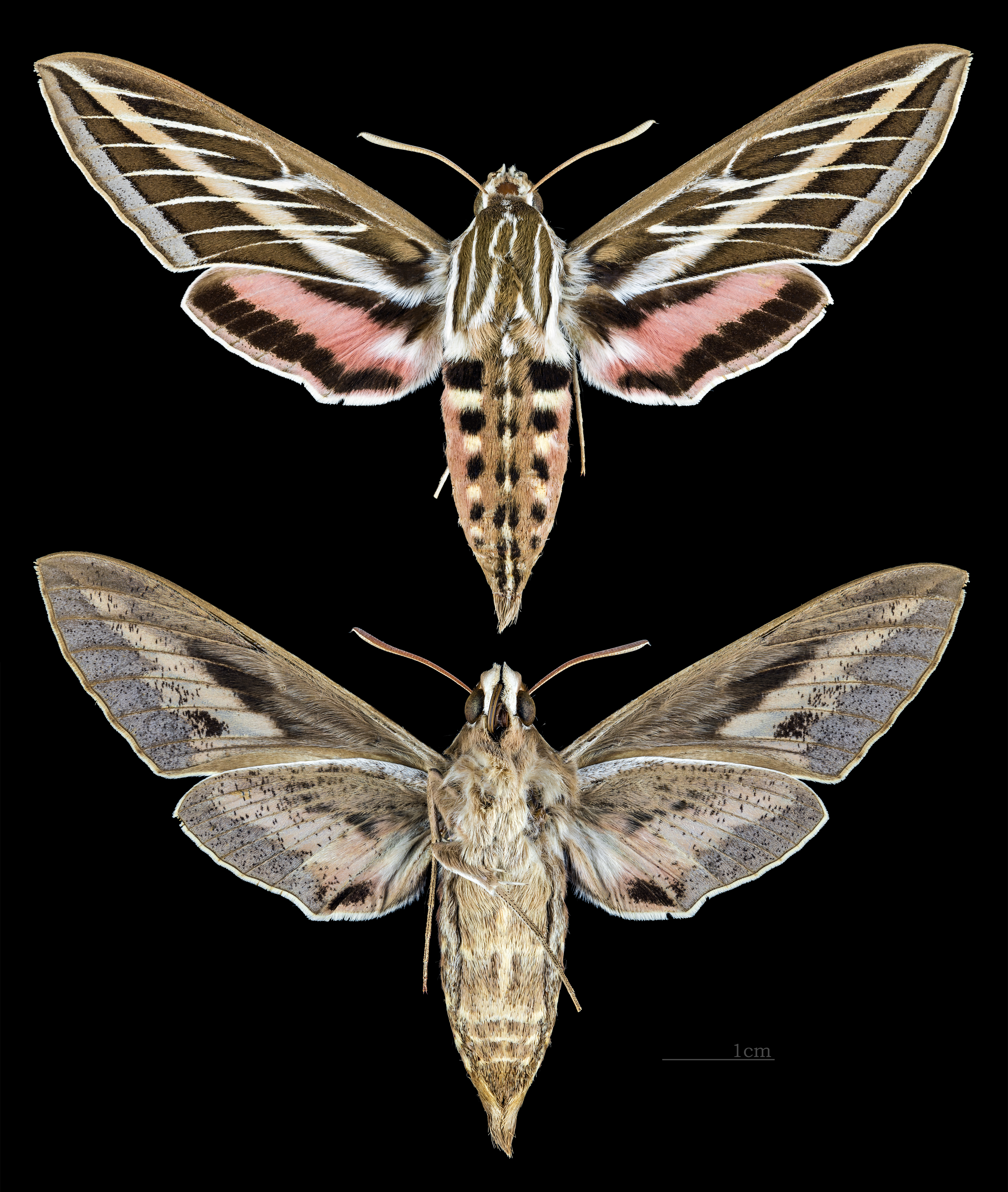
Hyles lineata
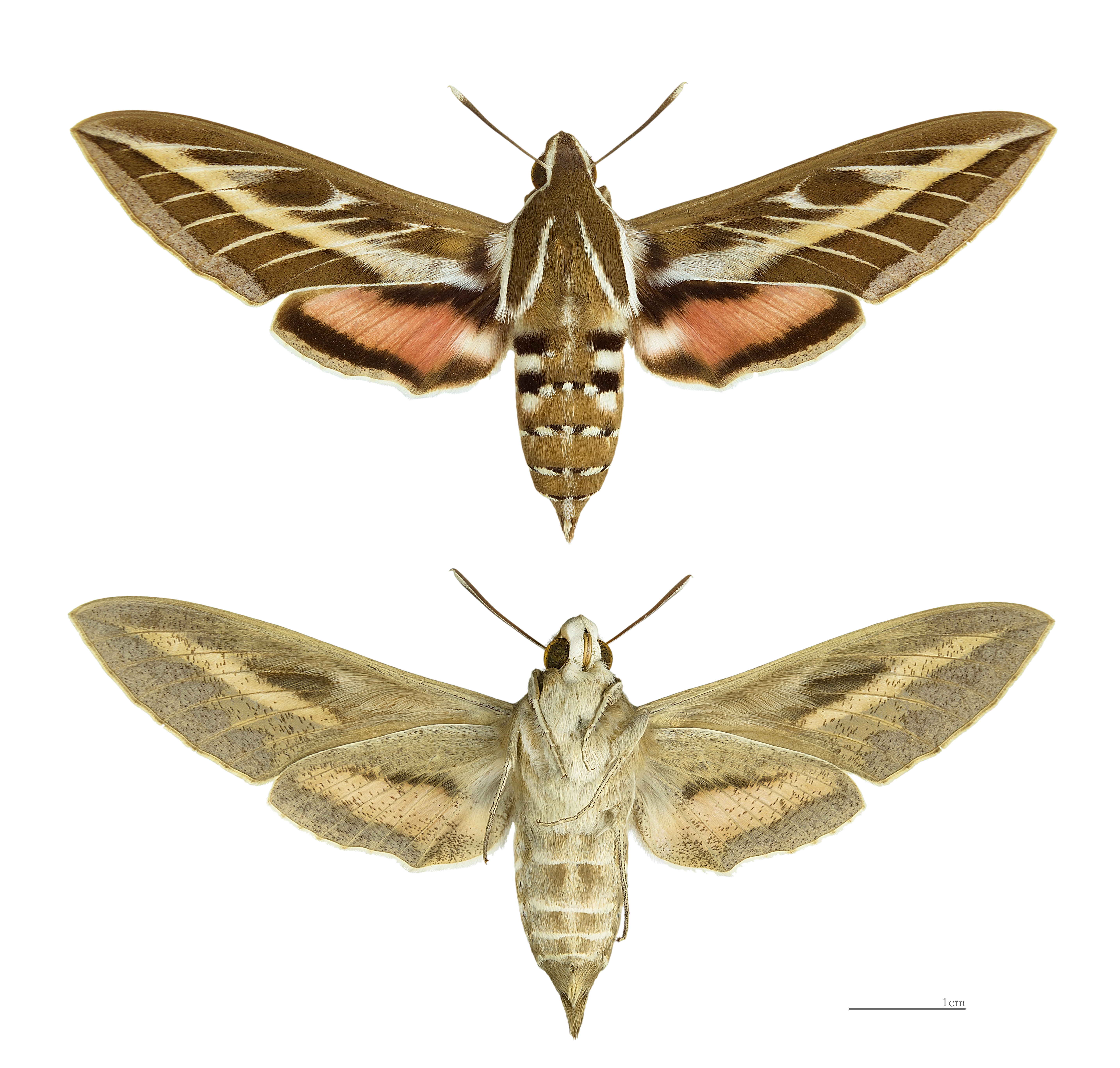
Hyles livornica
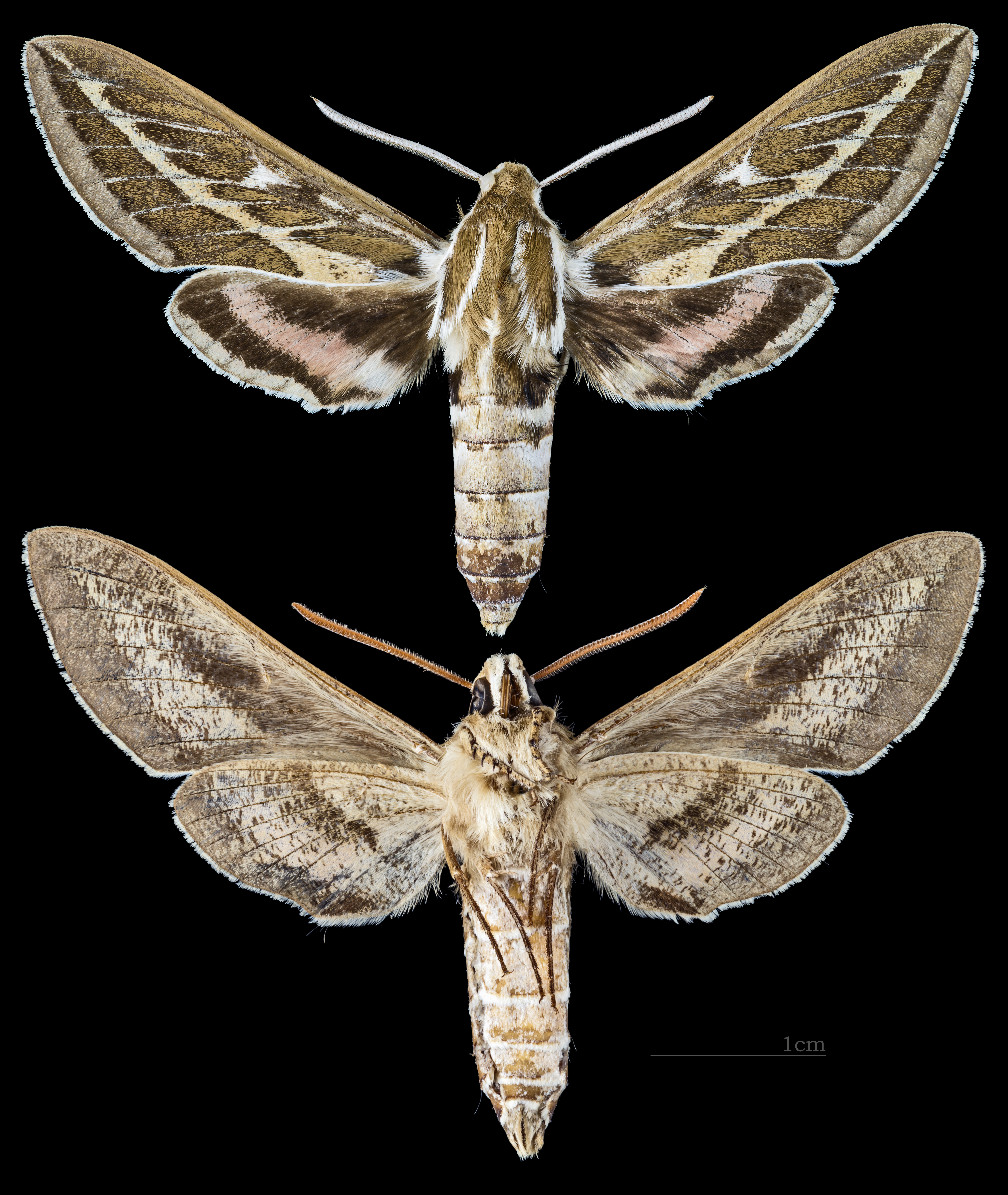
Hyles livornicoides
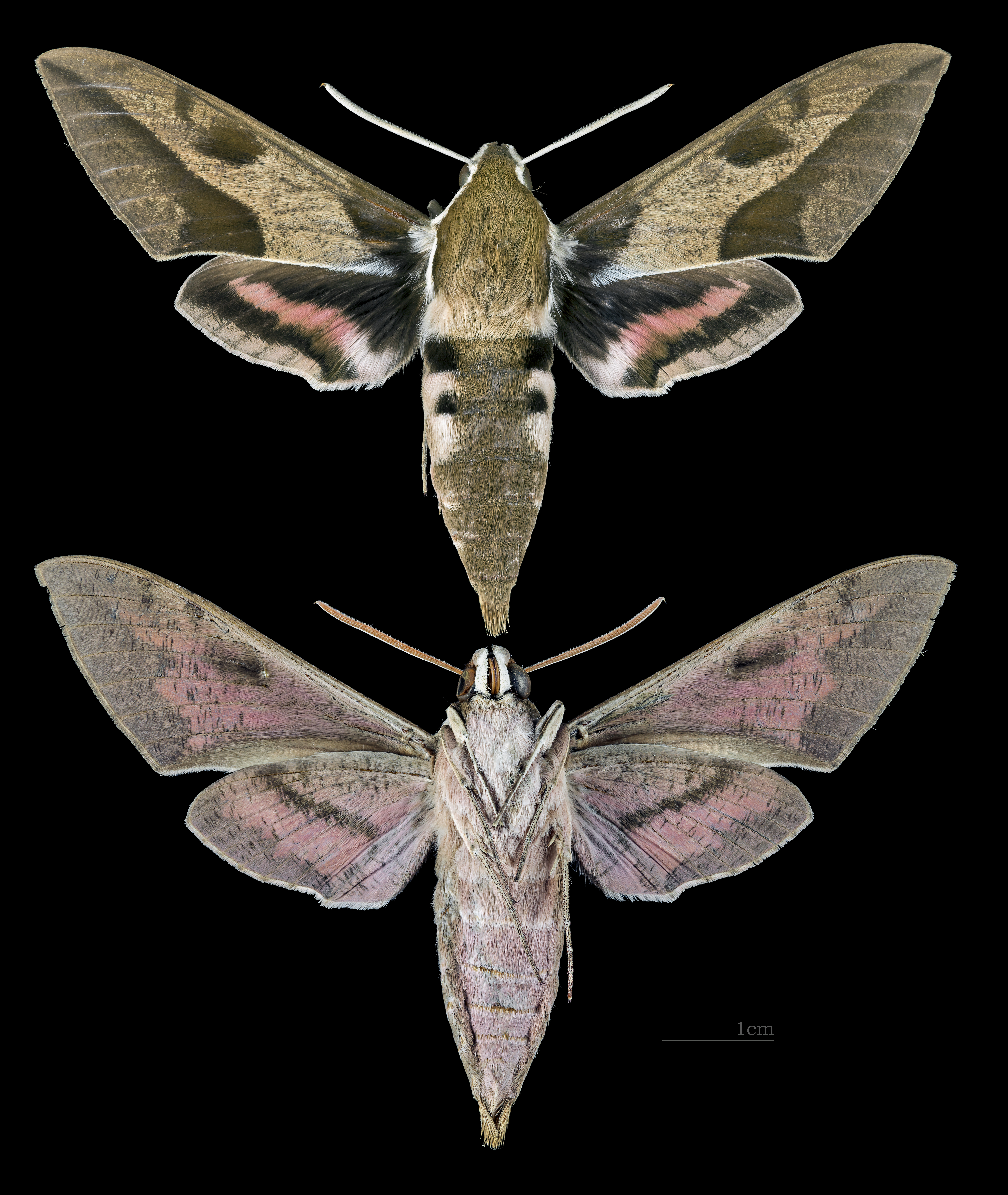
Hyles nicaea
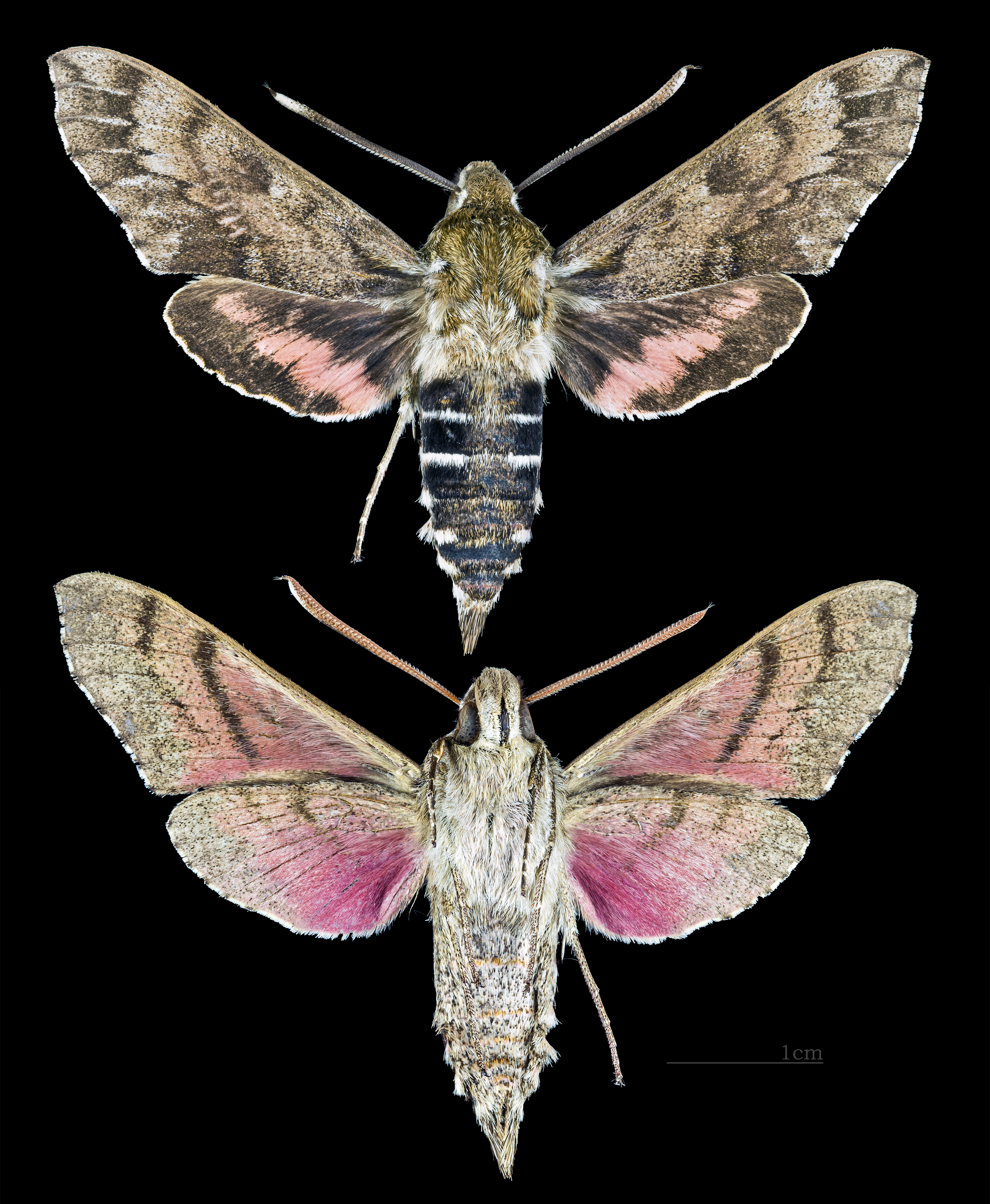
Hyles perkinsi
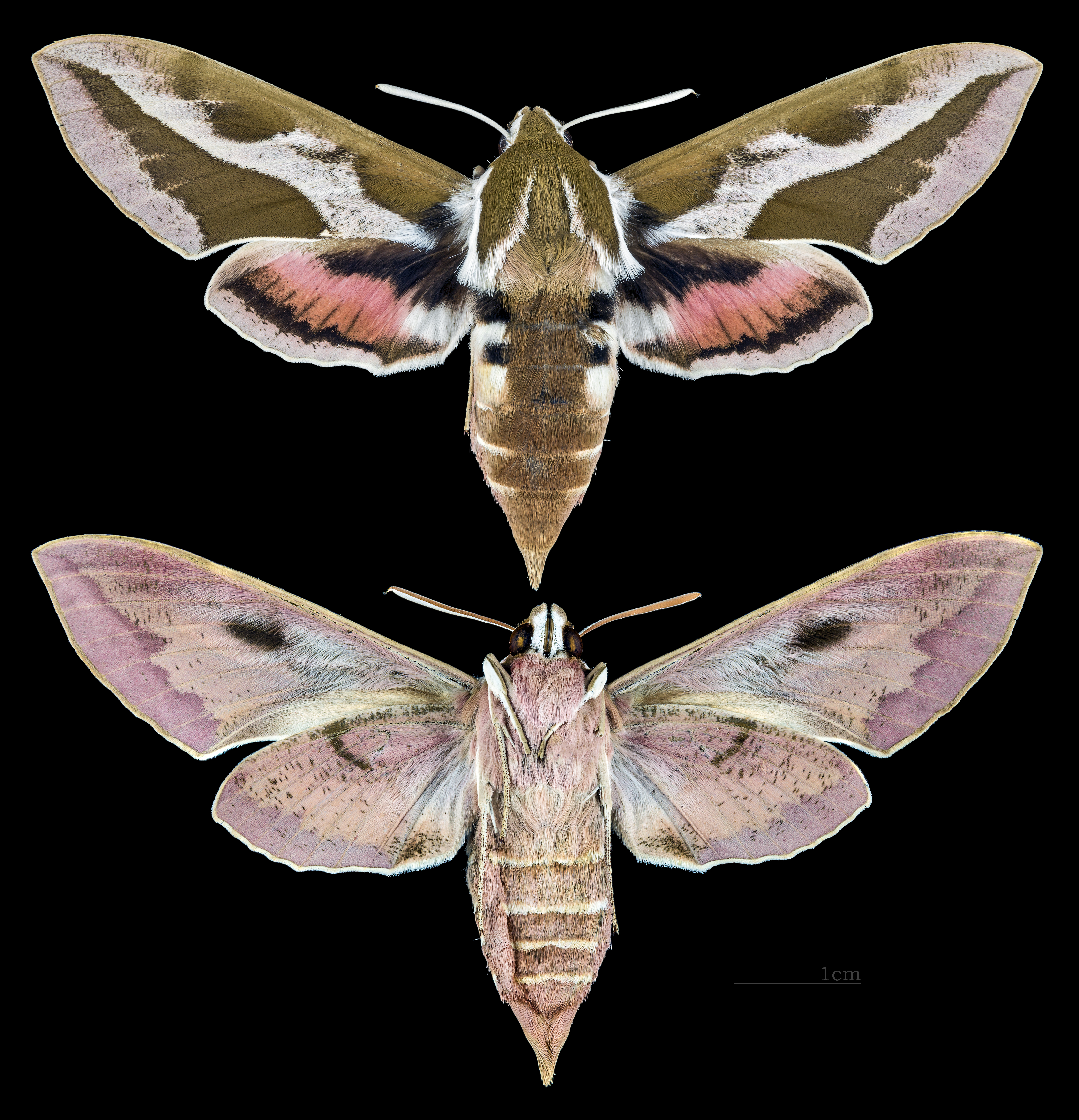
Hyles tithymali
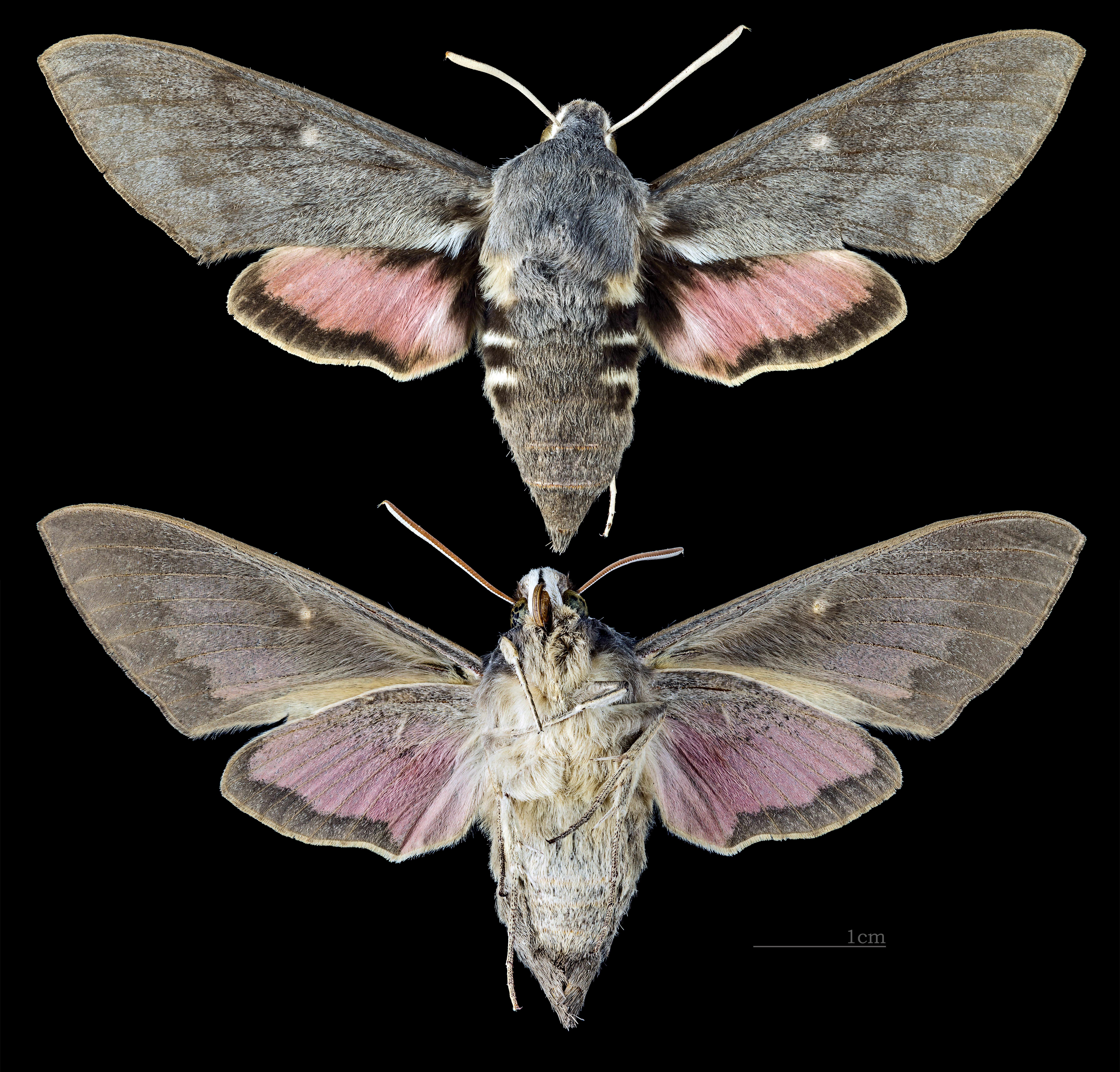
Hyles vespertilio